# Дюдок де Вит, Михаэль
Михаэль Дюдок де Вит (нидерл. Michaël Dudok de Wit; род. 15 июля 1953 года, Абкауде, провинция Утрехт, Нидерланды) — нидерландский художник-мультипликатор.

## Биография
В 1978 окончил колледж искусств в Фарнхаме (Великобритания), дипломная работа — «The Interview» (1978).
Прожив год в Барселоне, поселился в Лондоне, создавал мультипликационные фильмы для телевидения и кинематографа.
В 1993 получил престижный в мире мультипликации грант «Animator in residence» от студии Фолимаж, год работал во Франции, где снял фильм «Le moine et le poisson» (1994).

Это очень поэтичный фильм с превосходной графикой, где простыми средствами — кистью и чёрной тушью, автор показывает своё удивительное владение пространством и формой, светом и временем.
Фильм номинировался на Оскара, удостоен призов «Сезар» и Cartoon d’or.
В собственной студии создаёт рекламные ролики, мультфильмы, мультсериалы. Его работа «Отец и дочь» (2000) удостоена 22 международных призов, в том числе премии «Оскар» в 2001 году и премии BAFTA в 2001 году. В 2016 году вышел полнометражный фильм «Красная черепаха», по общему настроению фильм является духовным наследником «Отца и дочери».
Преподаёт анимацию в нескольких школах искусств в Англии и других странах. Предпочитает снимать фильмы, в которых нет чёткой истории, но присутствуют концепция, особое настроение, откровенность.
Известен также как иллюстратор книг.

## Фильмография
- 2016 «Красная черепаха» (режиссёр, художник)
- 2006 «Аромат чая[англ.]» (короткометражный) (режиссёр, сценарист, художник)
- 2003 «Вселенский потоп» (художник: Слон)
- 2001 «Отец и дочь[англ.]» (короткометражный) (режиссёр, сценарист, художник)
- 1999 «Фантазия 2000» (художник)
- 1998 «T.R.A.N.S.I.T.» (короткометражный) (художник)
- 1998 «L’enfant au grelot» (короткометражный) (художник)
- 1994 «Монах и рыба[англ.]» (короткометражный) (режиссёр, сценарист, художник)
- 1993 «Prince Cinders» (художник)
- 1992 «Tom Sweep» (короткометражный) (режиссёр, сценарист)
- 1981 «Тяжёлый металл» (художник — часть «Den»)
- 1978 «The Interview»

## Награды
«Le moine et le poisson» (1994) номинировался на Оскар, удостоен призов «Сезар».